# Lieja-Bastogne-Lieja 2008
La Lieja-Bastogne-Lieja 2008 és una cursa ciclista que es va disputar el 27 d'abril de 2008 sobre 261 km. La cursa fou guanyada pel ciclista espanyol Alejandro Valverde (Caisse d'Epargne), que superà a l'esprint a l'italià Davide Rebellin del Gerolsteiner i el luxemburguès Fränk Schleck del CSC.
Aquesta fou l'edició número 94a de la Lieja-Bastogne-Lieja, organitzada per l'Amaury Sport Organisation (ASO) i el Royal Pesant Club Liégeois.
Enguany, i per divergències amb l'UCI aquesta cursa no forma part de l'UCI ProTour, de la mateixa manera que la resta de curses organitzades per l'ASO.

## Classificació final
|    | Ciclista              | Equip            | Temps      |
| -- | --------------------- | ---------------- | ---------- |
| 1  | Alejandro Valverde    | Caisse d'Epargne | 6h 44' 04" |
| 2  | Davide Rebellin       | Gerolsteiner     | m. t.      |
| 3  | Fränk Schleck         | Team CSC         | m. t.      |
| 4  | Andy Schleck          | Team CSC         | + 30"      |
| 5  | Christian Pfannberger | Barloworld       | + 40"      |
|    | Thomas Dekker         | Rabobank         | m. t.      |
| 6  | Cadel Evans           | Silence-Lotto    | m. t.      |
| 7  | Joaquim Rodríguez     | Caisse d'Epargne | + 48"      |
| 8  | Paolo Bettini         | Quick Step       | + 1' 03"   |
| 9  | Vincenzo Nibali       | Liquigas         | m. t.      |
| 10 | Óscar Freire          | Rabobank ProTeam | m. t.      |